# Харцизьк
Харци́зьк — місто в Україні, у Донецькому районі Донецької області. Адміністративний центр Харцизької міської громади. Засноване 1869 року.

## Населення
Чисельність наявного населення на 1 січня 2011 року — 60016 осіб. За 2010 рік чисельність наявного населення міста скоротилася на 594 особи.
Українську мову під час перепису 2001 року назвали рідною 16,3 % населення.
Народжуваність — 7,8 на 1000 осіб, смертність — 17,6, природний приріст — −9,8, сальдо міграції негативне (-0,8 на 1000 осіб).
Історична динаміка чисельності населення (без населених пунктів, підпорядкованих міськраді)
- 1897 — 674 жителів;
- 1926 — 5 100 жителів;
- 1931 — 8 323 жителів;
- 1939 — 13 622 жителів;
- 1959 — 33 641 жителів;
- 1970 — 51 076 жителів;
- 1979 — 57 559 жителів;
- 1981 — 63 000 жителів;
- 1989 — 67 916 жителів;
- 2001 — 64 175 жителів;
- 2005 — 62 263 жителів;
- 2014 — 58 641 жителів.

Національний склад населення Харцизької міськради за переписом 2001 року
| '        | чисельність | частка, % |
| українці | 59 615      | 52,4      |
| росіяни  | 50 129      | 44,1      |
| білоруси | 1 043       | 0,9       |
| вірмени  | 342         | 0,3       |
| греки    | 321         | 0,3       |
| грузини  | 254         | 0,2       |

### Мовний склад
Рідна мова населення за даними перепису 2001 року:
| Мова            | Чисельність, осіб | Відсоток |
| --------------- | ----------------- | -------- |
| Російська       | 52 667            | 82,72%   |
| Українська      | 10 217            | 16,05%   |
| Циганська       | 146               | 0,22%    |
| Білоруська      | 80                | 0,13%    |
| Вірменська      | 54                | 0,08%    |
| Румунська       | 16                | 0,03%    |
| Болгарська      | 12                | 0,02%    |
| Інші/Не вказали | 480               | 0,75%    |
| Разом           | 63 672            | 100%     |

За даними перепису 2001 року населення міста становило 63672 особи, з них 16,05 % зазначили рідною мову українську, 82,72 %с — російську, 0,23 %с — циганську, 0,13 %с— білоруську, 0,08 %с — вірменську, 0,03 %с — молдовську, 0,02 %с — болгарську, 0,02 %с — грецьку, німецьку та єврейську, а також польську мову.

## Історія

### Заснування

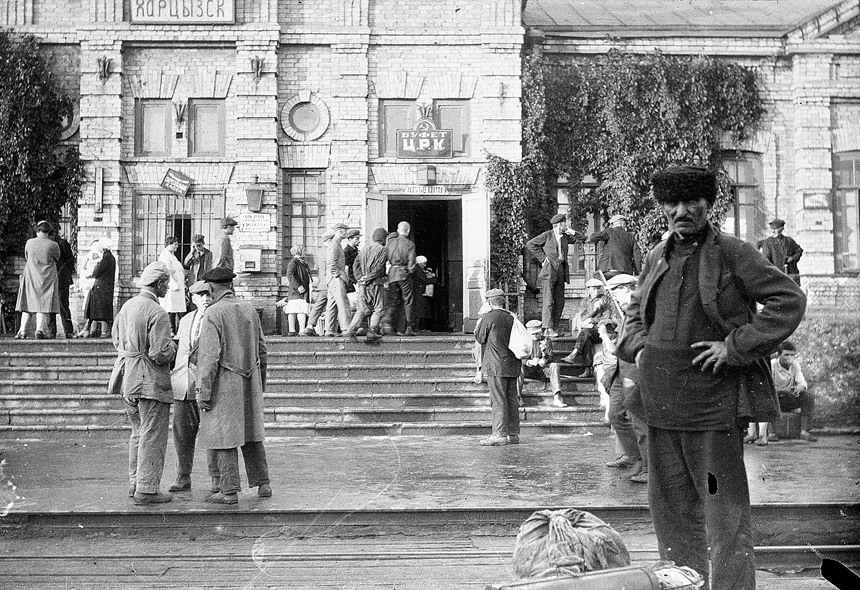
Залізнична станція Харцизька (1920-ті роки)

Заснований 1869 року як селище при станції, введеній в дію на Курсько-Харківсько-Азовської залізниці.
На місці сучасного міста 1786 року була заснована слобода Харцизька, яка належала генерал-майору Івану Іловайському.
Назва його походить від слова «харцизи» («розбійники, грабіжники») — так у XVI столітті називали турки й татари селян-утікачів і запорозьких козаків, що селись біля південних кордонів Московської держави. Місця їх поселень іменували «харцизькими». У 1883 році була проведена залізнична гілка на Макіївський рудник, а в 1884 році — на станцію Кринична та Ясисівка (сучасна Макіївка-Пасажирська), у 1898 році — на макіївський металургійний завод «Уніон».

### Російська імперія
У 60-х роках XIX століття поблизу станції почалася розробка кам'яного вугілля. У 1880-ті роки в пристанційному селищі було декілька десятків дворів і трактир. У 1897 році тут налічувалося 674 жителі, 53 двори. Росіян було 486 осіб, українців — 188. Уродженцями області Війська Донського були 99 чоловік, інших місцевостей — 575. Вихідцями із селян були 550 осіб, з міщан — 92, із дворян та духовенства — 13 осіб.
У 1895 році Харцизьке товариство Дебальцівського механічного заводу в Харцизьку побудувало котельно-механічний завод. У 1897 році побудовані майстерні Шліхта (сучасний машинобудівний завод).
Під час революції 1905—1907 в Харцизьку діяла місцева дружина, яка була утворена на початку грудня 1905. Для озброєння дружини з місцевих торговців примусово були зібрані кошти на загальну суму близько 800—1000 карбованців. Після розгрому повсталих у Горлівці 20 грудня 1905 до міста прибули козаки. Лідерів дружини було заарештовано і засуджено.
У 1910 році котельно-механічний завод став філією макіївського металургійного заводу, а в 1914 році — окремим підприємством Харцизький трубний завод. З 1914 року механічні майстерні об'єднані у 2 промислові підприємства — заводи «Фрессе» й «Рено» (у 1920 році об'єднані в завод «Ремруд», у 1928 році його перейменували в «Главармліт», сучасна назва — «Армлит»).

### Українська революція
Після повалення монархії, на початку березня 1917 року, в Харцизьку створюється Рада робітничих депутатів, в якій переважали меншовики та есери. Тоді ж було створено і т. зв. громадський комітет. В середині березня 1917 року в селищі відбувся великий мітинг трудящих, на якому виступили, викриваючи оборонців, більшовики І. Вишняков та П. Борман, що приїхали з Макіївки. Навесні 1917 року в Харцизьку утворилась група більшовиків, одним з активних учасників якої був робітник трубного заводу І. Й. Зубков, член більшовицької партії з квітня 1917 року. Але до кінця жовтня 1917 року група входила до складу об'єднаної організації РСДРП, в якій переважали угодовці.
У квітні 1918 року місто зайняли сили Української Народної Республіки та союзні війська. Після відводу німецьких військ, контроль над містом беруть денікінці. Після кількаразової зміни влади, Харцизьк остаточно опинився під радянською окупацією.

### Радянський період
У квітні 1923 року Харцизьк став центром Зуєвського гірського району Юзівської округи. Чисельність населення селища тоді становила 3065 осіб, а в 1926 році — уже 5645 чоловік. У 1929 році утворена Харцизька волость, що об'єднала селища Харцизьк і Трубне, а також хутори Золотарьова, Майсак, Цецюри, Панасенко, Нове Життя та інші. У 1931 році населення Харцизька становило 8323 особи.
У 1940 році в ньому проживало вже 13 146 чоловік. У 1930–1938 роках Харцизький трубний завод називався заводом «Сталь», тоді ж там було налагоджено виробництво труб великого діаметра. У 1940 побудований сталедротово-канатний завод (зараз Харцизька філія ПАТ «ВО „Стальканат-Силур“» завод «Силур»). З 1930-х років працюють 2 великі колгоспи: «Граніт» та імені В. К. Блюхера.
Під час Другої світової війни місто перебувало під німецькою окупацією, але згодом було деокуповане радянськими військами.
1956 р. в місті заснований трест «Жовтеньвугілля»; Харцизьк став регіональним центром вугільної промисловості (не маючи жодної вугільної шахти). У 80-90-х роках XX століття керівництво окремими шахтами, а потім і цілим «Жовтеньвугіллям» було перенесене в сусідні вугільні міста: Кіровське, Жданівку, Шахтарськ. У 1962 році Харцизьк став містом обласного підпорядкування. У 70-х роках XX століття в місті побудований комплекс трубоелектрозварювального цеху на трубному заводі.

### Незалежна Україна

#### Кінець XX— початок XXI століття
У 1991 році Харцизьк став частиною незалежної України.
У 1995 році в місті активно проходить приватизація.

#### Російсько-українська війна
13 квітня 2014 року місто опинилось під контролем проросійських терористичних формувань. За повідомленням донецької журналістки у Харцизькій міськраді керують люди в камуфляжі з автоматами, які зняли з будівлі українські прапори і повісили прапор так званої «Донецької народної республіки». На її думку:
|  | Поки складно припустити яке у них громадянство, про це, можливо, знає нардеп Владислав Лук'янов, який є головним спікером мітингу, що відбувається під стінами міськради… |

Агентство Інтерфакс-Україна з посиланням на очевидця подій повідомило також, що ті сепаратисти, які перебувають у міськраді, діяли у змові з керівниками місцевих органів влади. За словами очевидця:
|  | Тобто, вони, сепаратисти, підходять до секретаря міськради, до того, хто виконує обов'язки міського голови, вітаються з ним за руку, тобто, це явно їхні люди. … |

В той же час Громадське ТВ повідомило, що в самому Донецьку 12 квітня відбувся ланцюг єднання Сходу та Заходу України. Молоді донеччани співали український гімн, тримаючи в руках українські прапори, а всі водії, що проїздили поряд, підтримували їх сигналами своїх машин. 13 липня в небі над Харцизьком терористами було збито український військовий літак. 17 серпня 2014 року терористи з артилерії обстріляли місто; через потрапляння снарядів в будівлі почалися пожежі, мешканці переховувалися в підвалах.
14 листопада Харцизьк було внесено до переліку населених пунктів на Сході України, на яких тимчасово не діє українська влада.
До початку широкомасштабного вторгнення Росії Харцизськ підійшов в російській окупації. Готуючись до поновлення активної фази бойових дій, в середині лютого російські війська влаштовують провокації, під приводом яких оголошують у місті та окупованій частині Донбасу загалом незаконну примусову «мобілізацію» до лав діючих в регіоні незаконних терористичних збройних формувань. Сергій Братчук, спікер Одеської ОВА, повідомив про знищення російського військового складу у місті Харцизьк 9 липня 2022 року.

## Визначні пам'ятки
Основним місцем відпочинку є Парк імені А. П. Чехова, Парк Поколінь та площа імені Леніна.
Центральні вулиці:
- Вулиця Краснознаменська (будівля виконкому, міська лікарня);
- Вулиця Жовтнева (Музей історії міста Харцизька, Харцизький міський дім культури, прокуратура);
- Вулиця Вокзальна (Залізничний вокзал, будівля поліції, меморіал другої світової війни).

## Економіка
- Металургійна:
  - Харцизький трубний завод,
  - Харцизький канатний завод — Силур (компанія),
  - Українсько-канадське підприємство СП «Донбас-Ліберті»,
  - Харцизький ливарний завод — Армлит,
  - Харцизький завод металевих виробів «Авангард»,
- Машинобудівна:
  - Харцизький машинобудівний завод,
  - Завод «Спецтехніка»
- Харчова промисловість:
  - Харцизький завод харчових концентратів,
  - Харцизький хлібозавод
- Комерційні організації:
  - «АВТОРИТЕТ»,
  - «РСК»
  - Рекламне агентство «Estetic Media»
  - «ПРОМСНАББИТ»
  - ТД «Оленівське борошно»

3 будівельно-монтажних управлінь, міськпобуткомбінат, автобаза. Понад 50 % зайнятих у народному господарстві трудяться в промисловості.
Загальний обсяг реалізованої промислової продукції у відпускних цінах підприємств за 2008 рік склав 6952 млн грн.

## Транспорт
Міськелектротранспорт: тролейбус (з 1982 року) — 3 маршрути:
- № 1 — Залізничний вокзал — Пром. район.;
- № 2 — Депо — Пром. район.;
- № 4 — Залізничний вокзал — Міська лікарня.

## Фінанси
Дохід бюджету міста в 2004 році склав 33 849,3 тис. гривень, з них перерахував до державного бюджету України 3 611,9 тис. гривень.
Експорт товарів у 2003 — 133,5 млн доларів США. Прямі іноземні інвестиції на 2003 рік — 15,2 млн доларів США. Обсяг вироблених послуг у 2003 році — 190,9 млн гривень. Коефіцієнт безробіття — 2,7 %. Середньомісячна зарплата у 2003 році — 585 гривень.

## Соціальна сфера
Музей, музична, художня та спортивна школи, готелі «Силур» і «Трубники», 2 лікарні (650 ліжок, 200 лікарів, 400 медпрацівників), центр лімфохірургії, 9 шкіл (8300 учнів та 450 педагогів), металургійний технікум ДонНТУ, палац культури, палац піонерів, 2 ПТУ (900 учнів), спортивний клуб настільного тенісу — ЧЕМПІОН — (колишня ЗОШ № 23).

## Пам'ятки
На території Харцизької міськради на обліку перебуває 29 пам'яток історії та монументального мистецтва.

## Люди
У місті народилися:

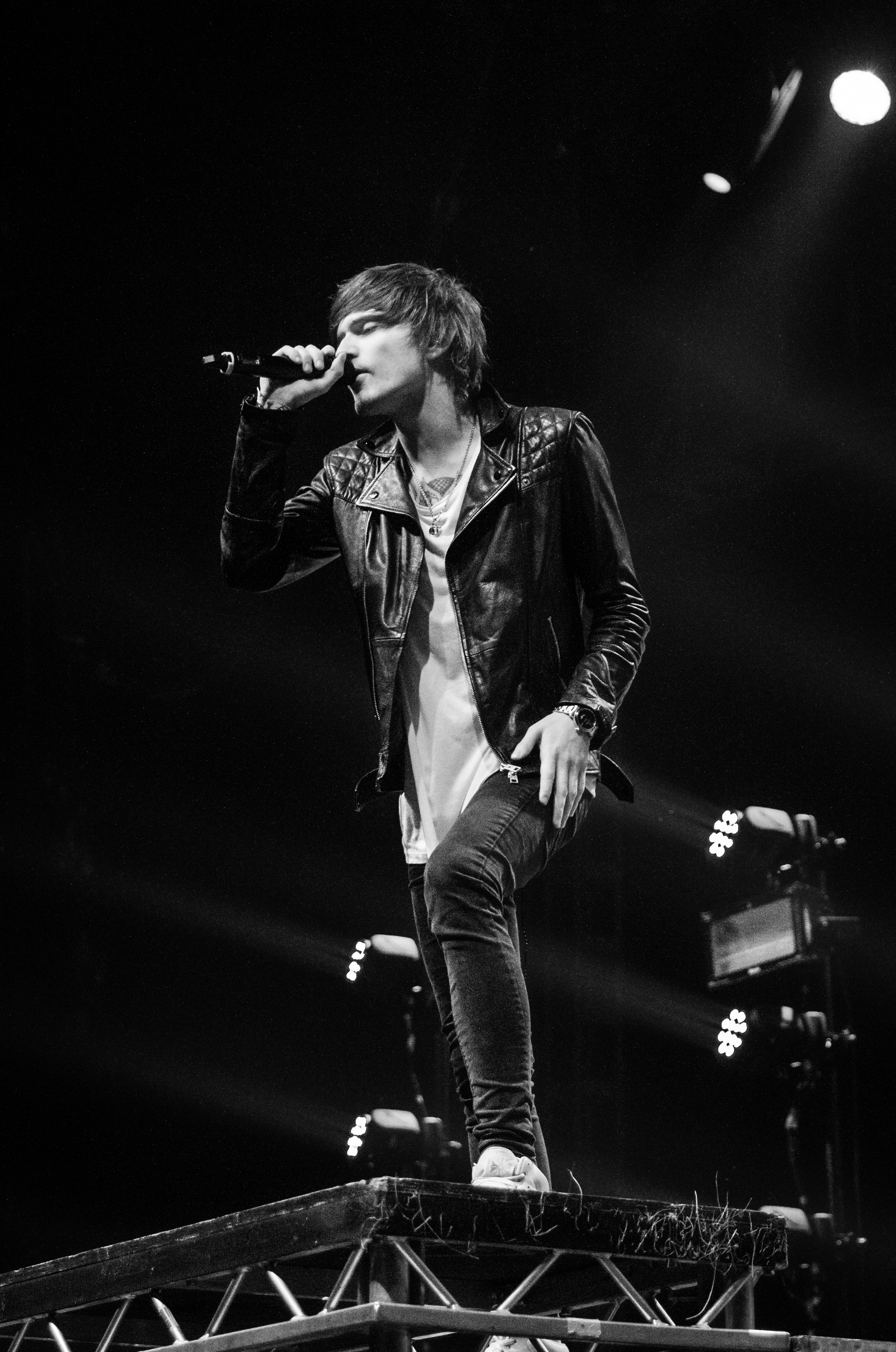
Денис Шафоростов

- Атаманчук Лариса Василівна — український музикант, педагог;
- Залозний Никандр Семенович — сотник, командир 2-ї летунської сотні Летунського відділу Української Галицької армії;
- Зубанов Володимир Олександрович — український політик. Член Партії регіонів (з 2005). Радник Президента України (з травня 2013).
- Ігнатов Ігор Валентинович — український громадський діяч, секретар Федерації Профспілок України.
- Кириленко Євген Григорович  — український дипломат. Надзвичайний і Повноважний Посол України в Єгипті;
- Лихолєтов Петро Якович — Герой Радянського Союзу.
- Максименко Василь Іванович — військовий льотчик, Герой Радянського Союзу.
- Радіон Редько — український спортсмен-вершник.
- Денис Шафоростов — музикант, фронтмен відомого британського гурту «Asking Alexandria».
- Яблуновський Петро Антонович — український живописець.
- Віра Філатова — українська актриса театру, кіно і телебачення.

Відомі мешканці:
- Дерментлі Федір Семенович (1937—2013) — український промисловець, економіст, керівник «Харцизького трубного заводу» з 1986 по 2013 рік, кандидат економічних наук, повний кавалер ордена «За заслуги», кавалер ордена князя Ярослава Мудрого V ступеня, почесний громадянин міста Харцизька.
- Павленко Микола Микитович (1920—1997) — радянський військовий льотчик, Герой Радянського Союзу, почесний громадянин міста Харцизька.
- Ткачук Станіслав Порфирович (1938—2006) — фахівець в галузі охорони праці, кандидат технічних наук, президент Міжнародної Академії безпеки життєдіяльності, почесний громадянин міста Харцизька.

## Додаткові джерела
- Харцизьк — Інформаційно-пізнавальний портал | Донецька область у складі УРСР [Архівовано 26 липня 2015 у Wayback Machine.] (На основі матеріалів енциклопедичного видання про історію міст та сіл України, том — Історія міст і сіл Української РСР. Донецька область. — К.: Головна редакція УРЕ АН УРСР, 1970. — 992 с.)
- Бойовики з мінометів обстріляли Харцизьк [Архівовано 19 серпня 2014 у Wayback Machine.]